# Panama (criptografía)
Panama es un primitivo criptográfico que puede utilizarse tanto como función hash y como cifrador de flujo. Sin embargo, su modo de funcionamiento ha sido descifrado y no es apto para uso criptográfico. Basado en StepRightUp, fue diseñado por Joan Daemen y Craig Clapp, y presentado en el artículo Fast Hashing and Stream Encryption with PANAMA durante la conferencia Fast Software Encryption (FSE) en 1998. El cifrado ha influido en varios otros diseños, como MUGI y SHA-3.
La primitiva puede utilizarse tanto como función hash como cifrado de flujo. Este último utiliza una clave de 256 bits y ofrece un buen rendimiento, alcanzando hasta 2 ciclos por byte.

## Función hash
Como función hash, se demostraron colisiones por Vincent Rijmen y colaboradores en el artículo Producing Collisions for PANAMA, presentado en la conferencia FSE.  El ataque tiene una complejidad computacional de 282 y requiere una cantidad insignificante de memoria.
En la conferencia FSE 2007, Joan Daemen y Gilles Van Assche presentaron un ataque práctico a la función hash de Panama que genera una colisión en 26 evaluaciones de la función de actualización de estado.
En el Segundo Taller sobre Funciones Hash Criptográficas organizado por el NIST en 2006, Guido Bertoni, Joan Daemen, Michaël Peeters y Gilles Van Assche presentaron una variante de Panama llamada RadioGatún. El función hash de RadioGatún no presenta las debilidades conocidas de la función hash Panama. A su vez, RadioGatún inspiró el nuevo desarrollo estándar criptográfico SHA-3.